# Шенкер, Хенрик

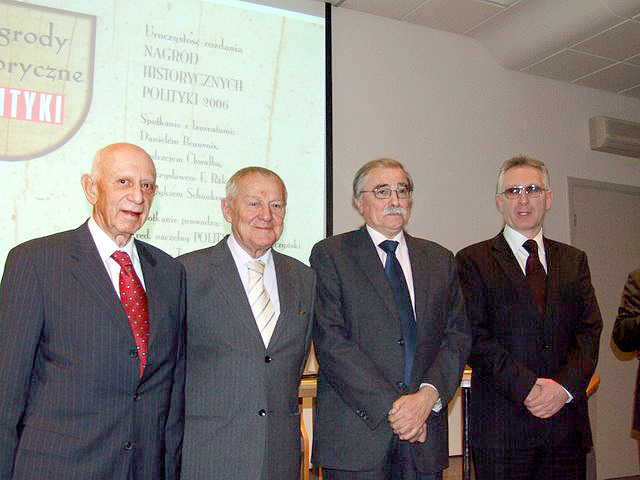
Хенрик Шенкер (первый слева) во время вручения Исторической премии польского еженедельника Polityka (2006)

Хенрик Шенкер (англ. Henryk Schönker; родился в 1931 году в Кракове, Польша — умер 15/16 января 2019 года в Тель-Авиве, Израиль) — израильский и польский инженер и писатель, жертва Холокоста.

## Биография
Хенрик Шенкер родился в Кракове в еврейской семье, сын известного художника Леона Шенкера и Мины Мюнц. В 1937 году он и его семья переехали в Освенцим, где он учился в начальной и средней школе. Его отец унаследовал фабрику по производству пестицидов Wytwórnię Sztucznych Nawozów Agrochemia (в переводе с пол. — «Фабрика искусственных удобрений Агрохимия»). Также Шенкер-старший был членом городского совета, местной иудейской религиозной общины и сберегательного банка города Освенцим.
В начале Второй мировой войны Шенкеры продолжала жить в Освенциме, где отец Хенрика возглавлял Совет старейшин еврейской религиозной общины, созданной немцами, а также был одним из руководителей местного иммиграционного бюро в Освенциме и участвовал в переговорах с немецкими властями в Берлине о переселении евреев Силезии.
В 1940 году, после провала переговоров, Шенкерам удалось покинуть Освенцим незадолго до создания концентрационного лагеря Освенцим и пережить войну. Благодаря поддельным документам семья оказалась в специальном лагере для беженцев в Берген-Бельзене, отнесённая к категории палестинских граждан, ожидающих переселения. В конце концов они были освобождёны вместе с другими узниками лагеря и вернулись в Освенцим. Леон вновь открыл фабрику агрохимикатов и был избран президентом Еврейской религиозной ассоциации, помогая выжившим и восстанавливая жизнь еврейской общины и самого города. Хенрик окончил Краковскую политехнику им. Тадеуша Костюшки с дипломом инженера-механика.
Однако в 1949 году коммунисты конфисковали фабрику, а самого Шенкера заключили в тюрьму. В 1955 году Шенкерам было выдано разрешение на выезд из страны. Они отправились в Вену, откуда Хенрик в 1961 году эмигрировал в Израиль. Он работал в израильской авиационной промышленности до выхода на пенсию. С 1979 года он писал картины, тематика которых посвящена Холокосту.

## Мемуары
Хенрик Шенкер написал мемуары военного времени под названием «Касание ангела» (пол. Dotknięcie Anioła), за которые в 2006 году получил Историческую премию польского еженедельника Polityka. Книга представляет собой лирический монолог человека, возвращающегося в места, где он нашёл убежище, будучи еврейским мальчиком в первые годы Второй мировой войны. В книге также рассказывается история попыток Шенкера-старшего помочь евреям найти убежище за границей. Книга была написана на польском языке.
На основе книги в 2015 году был снят псевдодокументальный фильм, также озаглавленный «Касание ангела», режиссёром которого выступил Марек Томаш Павловский. Фильм был снят в аутентичных интерьерах Освенцима, Кракова, Велички, Бохни и Тарнува. Профессиональные актёры и жители Освенцима изображали персонажей военного времени из прошлого. Также режиссёр использовал для создания фильма технику «архивный коллаж».